# 平松禎史
平松 禎史（ひらまつ ただし、1963年3月17日 - ）は、日本のアニメーター、キャラクターデザイナー、アニメ演出家、イラストレーター。愛知県豊川市出身。フリーランスを経て、2018年からMAPPA所属。

## 来歴
美術系の短大を卒業後、1年間のサラリーマン生活を経てアニメ作画プロダクションの中村プロダクションに入社。1987年に『ミスター味っ子』第64話「金沢にぎり寿司コンテスト!寿司ネタの工夫で大勝利」で原画デビュー。1990年には『ミスター味っ子』で知り合った加瀬政広が、アニメアールから独立し主宰したフリー作画スタジオ「スタジオかあたん」に宮崎なぎさらと参加し、ガイナックスの『ふしぎの海のナディア』第11話「ノーチラス号の新入生」で初の作画監督を務めた。
アニメーターの鈴木俊二から誘われ、『新世紀エヴァンゲリオン』第拾五話「嘘と沈黙」に参加。第拾九話「男の戦い」からガイナックスに机を借りて仕事を始めるようになる。『新世紀エヴァンゲリオン劇場版 Air/まごころを、君に』では第26話「まごごろを、君に」の作画監督を務めた。
1998年の『彼氏彼女の事情』で初のキャラクターデザインを担当する。この作品は1990年代最大のヒットアニメ『新世紀エヴァンゲリオン』の庵野秀明監督の次回作ということもあって注目度も高く、アニメ雑誌『アニメージュ』1999年4月号で「カレカノを支えたふたり」として平松にスポットライトを当てた記事が掲載されるなど、平松の認知を高める仕事となった。その後はガイナックス作品を中心にフリーで活動する。
大のクラシック好きであり、『フリクリ』の第3話「マルラバ」では選曲をしている。同作のキャラクター「ニナモリ」は平松が気に入ったため服装や髪型の設定を毎回変えている。第6話「フリクラ」ではニナモリの背面飛びを担当し、監督の鶴巻和哉から「全てがトレビアンです」と称賛された。
2016年、MAPPA制作の『ユーリ!!! on ICE』では、監督の山本沙代から「リアルでありながらフィギュアスケートの選手たち特有の美しさをきちんと描ける方」と指名されメインスタッフとして参加し、キャラクターデザイン・総作画監督を担当した。その後、2018年にMAPPAに入社。
2017年、東京アニメアワード2017個人賞:アニメーター賞受賞。
2020年の『呪術廻戦』では、アニメ制作を担当したMAPPAが原作漫画ファンが喜んでくれる作品にするという点を突き詰めた結果、平松がキャラクターデザインと総作画監督を担当することになった。
2021年に制作発表された岡田麿里監督のアニメ映画『アリスとテレスのまぼろし工場』で副監督を務める予定。

## 作風
キャリア初期は世界名作劇場などで日常芝居を担当することが多く、自身もそれにやりがいを感じており人物の一枚絵にはあまり関心が無かったが、『彼氏彼女の事情』以降、キャラクターデザインや版権イラストの仕事が増えたことから絵に華やかさがある必要性を感じ、意識的に可愛らしいキャラクターを描く取り組みを始めたという。
自身がキャラクターデザインと作画監督の両方を担当する場合は必ず第1話に入るようにしており、可能ならば絵コンテも一緒に切るようにしている。日本のテレビアニメでは話数が進むごとにクオリティが下がっていくことが多いという事情もあり、第1話のクオリティを上げることで最初に総合的なハードルを上げてしまうためだという。

## 人物
政治や経済への意見を述べることも多く、自身のブログやTwitterでも財政出動や新自由主義、大阪都構想に関してなど積極的に発言を行っている。

## 参加作品

### テレビアニメ
1987年
- ミスター味っ子（1987年 - 1989年、原画（38話、43話、48話、53話、59話、64話、69話、74話、86話、91話、99話））

1988年
- 魔神英雄伝ワタル（1988年 - 1989年、原画（16話、21話、25話））

1989年
- 魔動王グランゾート（1989年 - 1990年、原画（20話、30話、36話））
- らんま1/2 熱闘編（1989年 - 1992年、原画（30話、33話、86話、91話、97話、108話、116話、121話、132話））

1990年
- ガタピシ（-1991年、絵コンテ（131話））
- ふしぎの海のナディア（1990年 - 1991年、作画監督（11話、15話）、原画（11話、20話））

1991年
- ルパン三世 ナポレオンの辞書を奪え（原画）
- 楽しいムーミン一家 冒険日記（1991年 - 1992年、原画（10話、16話、22話））
- チエちゃん奮戦記 じゃりン子チエ（1991年 - 1992年、原画（12話、15話、19話））

1992年
- ママは小学4年生 （原画(OP)）
- ヤダモン （1992年 - 1993年、原画（21話、40話、54話、72話、135話））

1993年
- ジャングルの王者ターちゃん♡（1993年 - 1994年、作画監督（7話、14話、21話、28話）、原画（14話））

1994年
- メタルファイター♥MIKU（原画（2話、4話））
- 七つの海のティコ（原画（1話、6話、14話、20話、27話、30話、34話、37話））
- ルパン三世 燃えよ斬鉄剣（原画）

1995年
- ロミオの青い空（原画（2話、6話、12話、15話、19話、22話、26話、29話、31話））
- 新世紀エヴァンゲリオン（1995年 - 1996年、原画（15話、19話、21話、22話ビデオフォーマット版、23話、24話、25話、26話））

1996年
- 名犬ラッシー（作画監督（24話）、原画（2話、5話、8話、10話、13話、15話、21話））
- 家なき子レミ（1996年 - 1997年、原画（2話、5話、8話））
- こどものおもちゃ（1996年 - 1998年、原画（90話A））

1997年
- 中華一番!（1997年 - 1998年、ED2絵コンテ・演出、絵コンテ（22話、27話）、レイアウト（27話）、原画（22話）、ED2原画）

1998年
- 南海奇皇（原画（5話、11話））
- 彼氏彼女の事情（1998年 - 1999年、アニメーションキャラクターデザイン、総作画監督、絵コンテ・作画監督（8話）、作画監督（1話、13話、18話、26話）、原画（1話、3話、8話、13話、18話））
- MASTERキートン（1998年 - 1999年、原画（28話））

1999年
- モンスターファーム 〜円盤石の秘密〜（1999年 - 2000年、原画（7話））
- メダロット（1999年 - 2000年、絵コンテ（7話））
- 今、そこにいる僕（1999年 - 2000年、絵コンテ・演出（6話）、絵コンテ（1話、12話、13話）、作画協力（2話）、原画（1話、6話））

2000年
- アルジェントソーマ（2000年 - 2001年、原画（25話））

2001年
- 地球防衛家族（レイアウト（13話）、原画（2話、13話））
- フルーツバスケット（絵コンテ+α（26話）、絵コンテ・演出（8話）、原画（8話、18話、26話））

2002年
- アベノ橋魔法☆商店街（アニメーションキャラクターデザイン、絵コンテ・作画監督（1話、7話）、演出・作画監督（13話））
- Witch Hunter ROBIN（絵コンテ（15話、26話）、原画（26話））
- ぷちぷり*ユーシィ （2002年 - 2003年、OP絵コンテ・演出、絵コンテ（26話）、原画（7話））
- シスター・プリンセス 〜Re Pure〜 キャラクターズ（絵コンテ・演出・作画監督（9話）、原画（6話、9話、12話））

2003年
- TEXHNOLYZE（絵コンテ（12話）、原画（22話））
- GAD GUARD（原画（24話））
- まほろまてぃっく夏のTVスペシャル（原画）
- カレイドスター 新たなる翼（2003年 - 2004年、OP監督、原画（51話））

2004年
- 妄想代理人（原画（5話））
- PEACE MAKER鐵（原画（24話））
- この醜くも美しい世界（OP原画）
- 十兵衛ちゃん2-シベリア柳生の逆襲-（絵コンテ（12話）、原画（1話））
- BECK（2004年 - 2005年、OP原画）
- 攻殻機動隊 S.A.C. 2nd GIG（2004年 - 2005年、レイアウト（26話）、原画（4話））

2005年
- シュガシュガルーン（2005年 - 2006年、作画監督補佐（8話）、OP作画監督、ED1作画監督、ED1原画、ED2原画）
- 交響詩篇エウレカセブン（2005年 - 2006年、原画（11話））
- 蟲師（2005年 - 2006年、絵コンテ・作画監督補佐(8話)、作画監督補佐（10話）、原画（16話、20話））
- BLOOD+（2005年 - 2006年、OP4原画）

2006年
- 僕等がいた（OP原画）
- ケモノヅメ（原画（11話））

2007年
- 天元突破グレンラガン（絵コンテ・作画監督（26話Bパート）、OP3作画監督、原画（2話、8話、15話、16話、23話、24話、26話）、OP1原画、第2原画（17話、27話））
- 電脳コイル（絵コンテ・演出（10話）、OP絵コンテ、原画（26話））

2008年
- 薬師寺涼子の怪奇事件簿（作画協力（5話））
- 屍姫 赫（原画（1話））

2009年
- 屍姫 玄（絵コンテ・演出・屍デザイン（9話）、原画（9話））
- まほろまてぃっく特別編 ただいま◆おかえり（OP原画、原画（前編、後編））
- 君に届け（原画（5話））

2010年
- Angel Beats!（絵コンテ・作画監督・ゲストデザイン設定（6話））
- パンティ&ストッキングwithガーターベルト（絵コンテ（24話））

2011年
- 君に届け 2ND SEASON（原画（12話））
- THE IDOLM@STER（OP2原画）

2012年
- コンテンツビジネス最前線 ジャパコンTV（OP監督 OP作画）
- LUPIN the Third -峰不二子という女-（OP原画、原画（6話））

2013年
- 進撃の巨人（ED作画）

2014年
- スペース☆ダンディ（原画（2話、8話））
- キルラキル（原画（17話） エピローグ原画（24話））
- Wake Up, Girls!（原画（12話））
- 寄生獣 セイの格率（キャラクターデザイン、OP作画監督、EDアニメーション、作画監督（1話））

2016年
- クロムクロ（ED絵コンテ・演出・原画、絵コンテ（5話））
- ユーリ!!! on ICE（キャラクターデザイン・作画監督・総作画監督、OP作画監督・ED作画監督・原画）
- 舟を編む（絵コンテ）

2018年
- BANANA FISH（原画（5話、24話））

2019年
- GRANBLUE FANTASY The Animation Season 2（原画（1話））

2020年
- 呪術廻戦（キャラクターデザイン・総作画監督・絵コンテ・コアディレクター・OP総作画監督）

2023年
- 呪術廻戦（第2期、キャラクターデザイン・作画監督）

### 劇場アニメ
1988年
- AKIRA（動画）

1991年
- 機動戦士ガンダムF91（原画）
- 老人Z（原画）

1993年
- MOTHER 最後の少女イヴ（作画監督）

1994年
- ダークサイド・ブルース（原画）

1996年
- トイレの花子さん（原画）
- 魔法陣グルグル（原画）

1997年
- フランダースの犬（原画）
- 新世紀エヴァンゲリオン劇場版 シト新生（楽曲テロップアドヴァイザー（DEATH）、原画）
- 新世紀エヴァンゲリオン劇場版 Air/まごころを、君に（作画監督（26話）、原画（25話、26話））

2000年
- 人狼 JIN-ROH（車輌設定、原画）

2002年
- 猫の恩返し（原画）

2004年
- イノセンス（原画）
- キューティーハニー（アニメーションキャラクターデザイン・作画監督）

2005年
- ミスピーチ 巨乳は桃の甘み（マスコットキャラクターデザイン （ぺろすけ名義））

2007年
- ヱヴァンゲリヲン新劇場版:序（原画協力）

2009年
- ヱヴァンゲリヲン新劇場版:破（原画）

2012年
- ヱヴァンゲリヲン新劇場版:Q（原画）

2015年
- リトル ウィッチ アカデミア 魔法仕掛けのパレード（原画）

2018年
- さよならの朝に約束の花をかざろう（コア・ディレクター・サブキャラクターデザイン・絵コンテ・演出・作画監督）

2019年
- 薄暮（原画）

2021年
- シン・エヴァンゲリオン劇場版（画コンテ案・イメージボード、美術設定、原画）
- 劇場版 呪術廻戦 0（キャラクターデザイン）

2023年
- アリスとテレスのまぼろし工場（副監督・絵コンテ・原画）

### OVA
1990年
- NEWドリームハンター麗夢 夢の騎士達（原画）
- 天外魔境 自来也おぼろ変（作画監督補、原画）

1991年
- スケバン刑事（原画（1話、2話））
- ZIGGY THE MOVIE それゆけ! R&R BAND （原画）
- DETONATORオーガン（1991年 - 1992年、原画（1話））

1992年
- ドラゴンスレイヤー英雄伝説 王子の旅立ち（絵コンテ、原画（1話、2話））

1993年
- モルダイバー（作画監督（1話））

1994年
- 逮捕しちゃうぞ（1994年 - 1995年、原画（3話））
- 新・キューティーハニー（1994年 - 1995年、原画（6話））
- らんま1/2 SPECIAL よみがえる記憶（1994年 - 1995年、原画）

1995年
- YAMATO2520（1995年 - 1996年、原画（1話））

1996年
- それゆけ!宇宙戦艦ヤマモト・ヨーコ（原画（2話））

1997年
- 電脳戦隊ヴギィ'ズ★エンジェル（1997年 - 1998年、絵コンテ（3話）、原画（2話、3話））
- でたとこプリンセス（1997年 - 1998年、原画（OP、2話））
- 八雲立つ（原画（2話））

1999年
- サクラ大戦 轟華絢爛（1999年 - 2000年、原画（1話））

2000年
- フリクリ（2000年 - 2001年、設定（1話、3話、5話、6話）、絵コンテ（6話）、作画監督（1話、3話、6話）、原画（4話、5話、6話））

2004年
- Re:キューティーハニー（アニメーションキャラクターデザイン、タイトルロゴ、OP作画監督、ED絵コンテ・演出・作画、作画監督（1話）、作画監督協力（2話）、特別作監（3話）、原画（3話））
- アニメーション制作進行くろみちゃん 日本のアニメは私が作る!2（原画）
- トップをねらえ2!（2004年 - 2006年、絵コンテ（3話、6話）、演出（3話）、原画（1話、4話、5話、6話）、第二原画（6話））

2006年
- 攻殻機動隊 STAND ALONE COMPLEX Solid State Society（原画）

### Webアニメ
2014年
- 日本アニメ（ーター）見本市 「until You come to me.」（監督・レイアウト・原画）

2015年
- 日本アニメ（ーター）見本市「イブセキヨルニ」（監督・脚本・演出・キャラクターデザイン・作画監督・原画）

### ゲーム
- 新世紀エヴァンゲリオン 鋼鉄のガールフレンド（1997年、グラフィック監修、絵コンテ、作画監督）
- だいな♥あいらん（1997年、原画）
- ゼノギアス（1998年、原画）
- エヴァと愉快な仲間たち 脱衣補完計画!（1999年、イベント原画）
- レイトン教授と悪魔の箱（2007年、イメージボード、車輌設定）
- ティアーズ・トゥ・ティアラ 花冠の大地（2008年、オープニングアニメーション原画）

### その他
- アインザッツ（2008年 - 2009年、挿し絵）
- コンテンツビジネス最前線 ジャパコンTV 新OPムービー（2012年、監督）

## 著書
- 平松禎史 アニメーション画集（2016、スタイル） ISBN 978-4902948219
- 平松禎史 SketchBook（2017、スタイル） ISBN 978-4902948233